# 弗雷妮·埃贝勒
弗雷妮·埃贝勒（德語：Vreni Eberle，1950年11月13日—），德国女子游泳运动员。她曾代表西德参加1968年和1972年夏季奥林匹克运动会游泳比赛，其中1972年奥运会获得一枚铜牌。